# ریگولاتو
ریگولاتو (به ایتالیایی: Rigolato) یک کومونه در ایتالیا است که در استان اودینه واقع شده‌است.

## خصوصیات
ریگولاتو ۳۰٫۵ کیلومترمربع مساحت و ۶۰۱ نفر جمعیت دارد.

## خواهرخوانده
شهر Bethoncourt خواهرخواندهٔ ریگولاتو هست.